# 345 California Center
Il 345 California Center, noto anche informalmente come Tweezer Towers, è un grattacielo ad uso uffici situato nel quartiere Financial District della città statunitense di San Francisco. Gli ultimi 11 piani dell'edificio, che con i suoi 212 metri è il quinto più alto della città, sono occupati dall'hotel Loews Regency San Francisco.

## Storia
Il grattacielo venne progettato dallo studio Skidmore, Owings and Merrill e completato nel 1986, diventando la più alta struttura completata in città negli anni 1980. Il costo fu di 83 milioni di dollari.
Nel febbraio 2015 l'hotel in cima alla struttura, originariamente denominato Mandarin Oriental San Francisco, fu venduto alla Loews Hotels e rinominato nell'attuale Loews Regency San Francisco.